# Hans Günther Reinstein
Hans Günther Reinstein (* 25. Juni 1880 in Plauen; † 15. September 1945 in Berlin) war ein deutscher Künstler, Designer sowie Werbe- und Plakatkünstler. International bekannt wurde er vor allem durch seine zum Patent angemeldeten Möbel aus Pappe.

## Leben

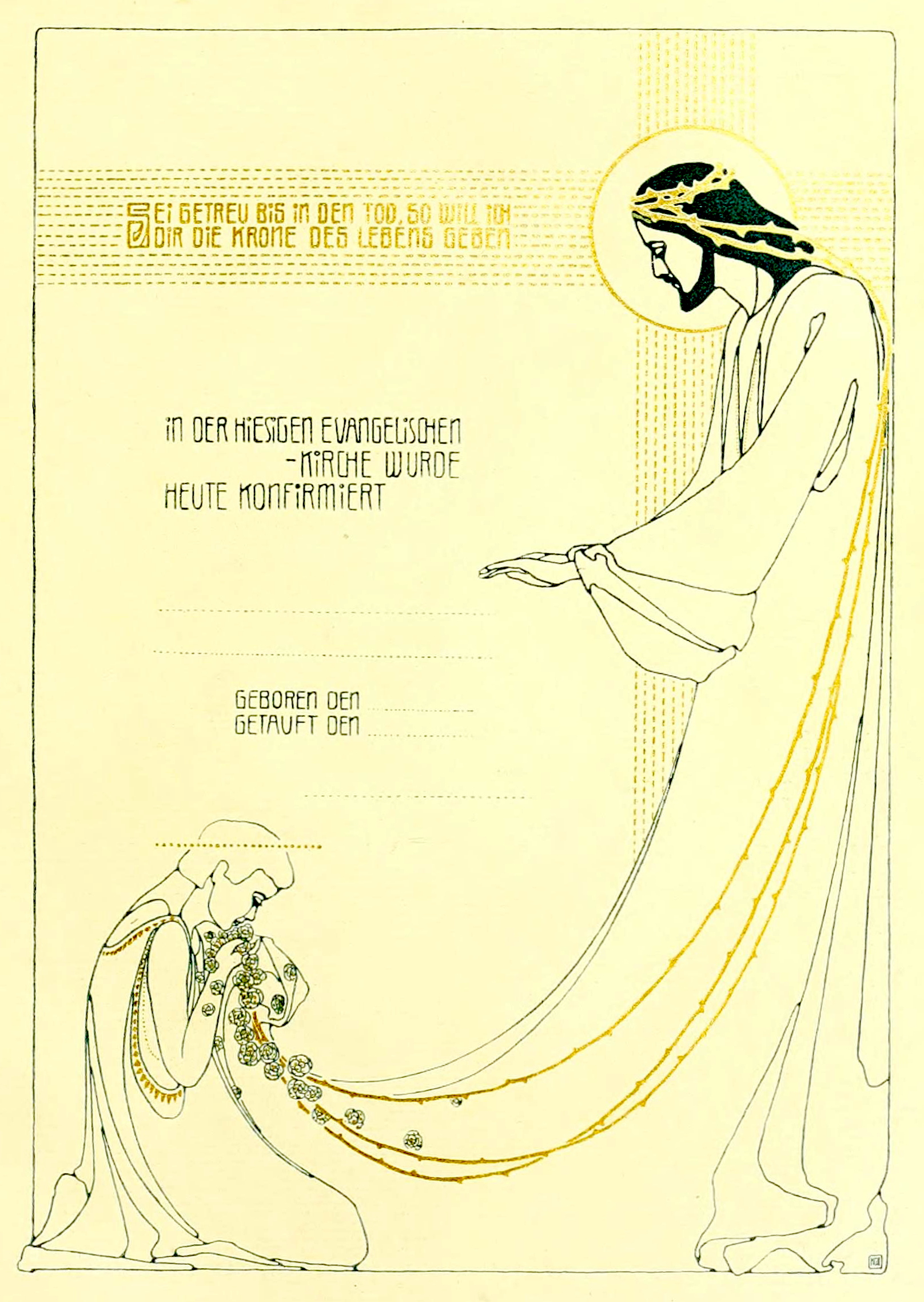
1904 in Selb in Bayern preisgekrönter Vordruck Reinsteins für eine Konfirmations-Bescheinigung

Hans Günther Reinstein wurde in der Gründerzeit des Deutschen Kaiserreichs in Plauen geboren als Sohn des evangelischen Gymnasiallehrers Herrmann Reinstein und dessen Ehefrau Anna, geborene Trebsdorf.
Nachdem er in Darmstadt zumindest zeitweilig am Rande der dortigen Künstlerkolonie in Erscheinung trat, arbeitete er zuletzt in seinem Darmstädter Atelier in der Kahlerstraße 4.
Im Sommer 1902 gründete Reinstein gemeinsam dem Architekten Alfred Koch und dem Bildhauer C. F. Meier, die beide ebenfalls Schüler von Peter Behrens gewesen waren, die Künstlergruppe Vereinte Kunstgewerbler Darmstadt, die beispielsweise für die Porzellanfabrik Rosenthal laut dem Bodenstempel das Kaffeeservice „Botticelli“ mit der Katalog-Nummer 242 entwarf.
Am 16. August 1904 begab er sich auf Reisen, heiratete im Folgejahr seine Ehefrau Marie Elisabeth Kleinsteuber und wohnte möglicherweise schon ab 1905 in Hannover, war jedenfalls in Darmstadt nicht mehr gesehen.
1908 entwarf Reinstein einen Sessel aus Wellpappe, Schicht- und Bugholz, der noch im selben Jahr entweder von dem in Bad Lauterberg ansässigen Unternehmen Vereinigte Möbelfabriken Germania hergestellt wurde oder ab 1911 von der in Wien produzierenden Press-Stoff-Möbel-Gesellschaft.
Hans Günther Reinstein zog am 31. März 1938 von Hannover nach Berlin – sein Todesdatum ließ sich zumindest Anfang der 1980er Jahre nicht mehr ermitteln.

## Werke (Auswahl)

### Plakate
- um 1928 bis 1930: Werbegrafik gemeinsam mit der Fotografin Erna von Meyer (* 1889 in Tilsit; † 1951 in Hannover) für die Edler & Krische in Hannover und Berlin und deren Marke EKAHA:
  - „Warum hat er sein Hirn zerquält? Weil ihm das Notizbuch fehlt“[3]
  - „Des Wissens kleinster Wellensender, das ist der EKAHA-Kalender“[3]

### Zeichnungen
- Buchgestaltung für die Festschrift zur Feier des 25 jährigen Bestehens der Porzellanfabrik Ph. Rosenthal & Co. Aktiengesellschaft Selb und Kronach. 1880 - 1905, hrsg. von der Porzellanfabrik Ph. Rosenthal und Co., München: Heller, 1905
- Entwurf des Buchschmucks für Fritz Stadelmann (Bearb.): Hannover. Die Grossstadt im Grünen, Kunstbeilage nach originalen Zeichnungen von Georg Tronnier und H. Flecke, im Einvernehmen mit dem Magistrat der Stadt Hannover hrsg. vom Verkehrs-Verein Hannover e.V., Hannover: Schmorl & von Seefeld Nachfolger, 1927
- eingedruckte Zeichnungen für Melchior Wierz, Gerhard Brandstäter (Bearb.): Der eiserne Zimmerofen. Handbuch für neuzeitliche Wärmewirtschaft im Hausbrand. Hrsg. von der Vereinigung Deutscher Eisenofenfabrikanten e. V., Wärmetechnische Abteilung, 119 Seiten, München; Berlin: R. Oldenbourg, 1928

### Schriften
- Schule und Praxis im Kunstgewerbe, in: Kunstgewerbeblatt. Vereinsorgan der Kunstgewerbevereine Berlin, Dresden, Düsseldorf, Elberfeld, Frankfurt am Main, Hamburg, Hannover, Karlsruhe I. B., Königsberg in Preussen, Leipzig, Magdeburg, Pforzheim und Stuttgart; Leipzig: Seemann Verlag, Neue Folge 27 (1916), S. 46ff.; Digitalisat der Universitätsbibliothek Heidelberg